# Cardiaspina corbula
Cardiaspina corbula är en insektsart som beskrevs av Taylor 1962. Cardiaspina corbula ingår i släktet Cardiaspina och familjen rundbladloppor. Inga underarter finns listade i Catalogue of Life.